# Agriopodes teratophora
Agriopodes teratophora là một loài bướm đêm trong họ Noctuidae.